# Пакунок (UML)
Пакунок в UML (англ. Unified Modeling Language) - це елемент, що служить для групування різних елементів UML, таких як класи, об'єкти, компоненти, прецеденти, вузли, для підвищення структурованості моделі.
Пакунок може містити в собі також інші пакунки, створюючи таким чином ієрархічну структуру. В термінах програмування пакунки в UML відповідають таким групуючим конструкціям як пакунки в Java або простір імен (C++ і .NET). 

## Позначення та зображення
Для позначення належності пакунку його назва і двоє двокрапок записуються перед елементом. Наприклад, Клас ArticleComparator, що міститься в пакунку Articles, який в свою чергу знаходиться  пакунку Model, можна записати таким чином: Model::Articles::ArticleComparator.
Графічно пакунки зображуються у вигляді папок з закладками. Наведений вище приклад графічно буде виглядати так: